# Alpha Wann

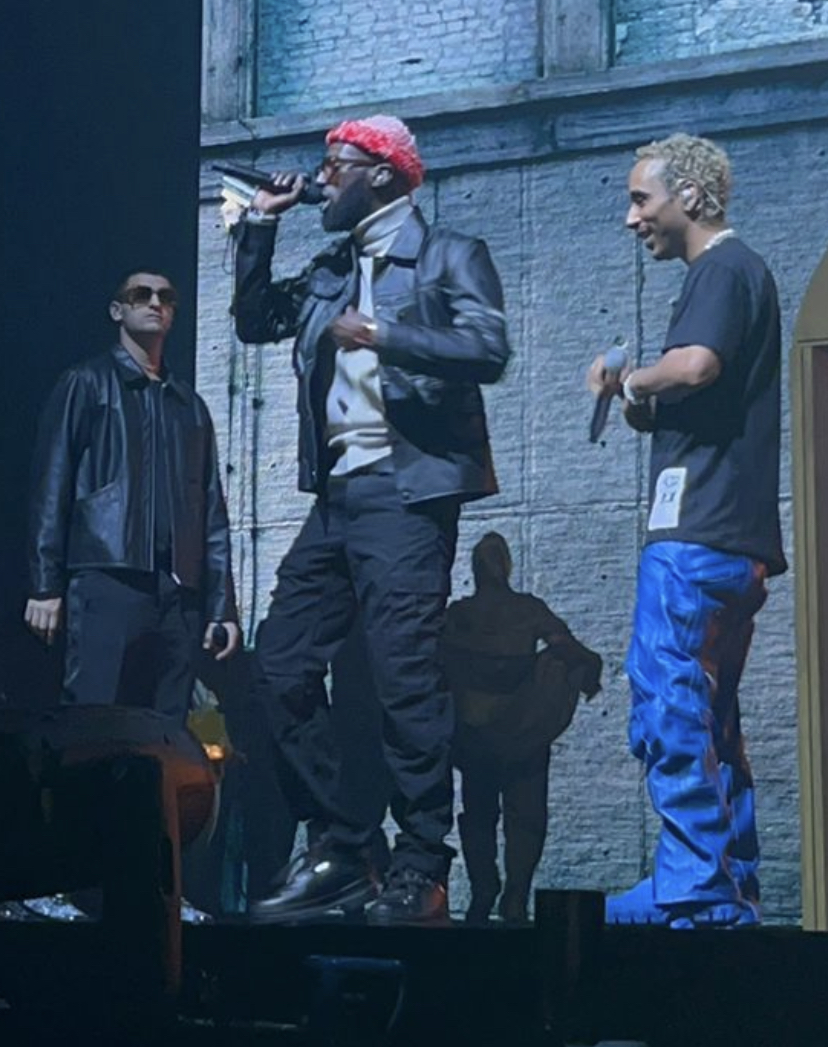
Alpha Wann (Mitte)

Alpha Wann (* 2. Juli 1989 in Fontenay-aux-Roses; bürgerlich Alpha Omar Wann) ist ein französischer Rapper.

## Karriere
Alpha Wann wuchs als Kind guineischer Eltern in Fontenay-aux-Roses auf. Schon früh begann er sich für Hip-Hop zu interessieren. Er war zusammen mit Nekfeu Teil der Rapcrew 1995.
2013 gründete er sein eigenes Musiklabel Don Dada Records. Zwischen 2014 und 2018 erschien dort seine dreiteilige EP-Reihe Alph Lauren 1-3. Im September 2018 veröffentlichte er sein Debütalbum Une main lave l’autre, womit er erstmals die Top 10 in Frankreich erreichte.

## Diskografie

### Alben
| Jahr | Titel Musiklabel                       | Höchstplatzierung, Gesamtwochen, AuszeichnungChartplatzierungen (Jahr, Titel, Musiklabel, Platzierungen, Wochen, Auszeichnungen, Anmerkungen) | Höchstplatzierung, Gesamtwochen, AuszeichnungChartplatzierungen (Jahr, Titel, Musiklabel, Platzierungen, Wochen, Auszeichnungen, Anmerkungen) | Höchstplatzierung, Gesamtwochen, AuszeichnungChartplatzierungen (Jahr, Titel, Musiklabel, Platzierungen, Wochen, Auszeichnungen, Anmerkungen) | Anmerkungen                                     |
| Jahr | Titel Musiklabel                       | FR | BEW | CH | Anmerkungen                                     |
| ---- | -------------------------------------- | --- | --- | --- | ----------------------------------------------- |
| 2018 | Une main lave l’autre Don Dada Records | FR10 Platin · (111 Wo.)FR | BEW17 (57 Wo.)BEW | CH33 (1 Wo.)CH | Erstveröffentlichung: 21. September 2018        |
| 2020 | Don Dada Mixtape Vol. 1                | FR6 ×2Doppelplatin · (156 Wo.)FR | BEW11 (142 Wo.)BEW | CH29 (6 Wo.)CH | Erstveröffentlichung: 18. Dezember 2020 Mixtape |

### EPs
| Jahr | Titel         | Höchstplatzierung, Gesamtwochen, AuszeichnungChartplatzierungen (Jahr, Titel, Platzierungen, Wochen, Auszeichnungen, Anmerkungen) | Höchstplatzierung, Gesamtwochen, AuszeichnungChartplatzierungen (Jahr, Titel, Platzierungen, Wochen, Auszeichnungen, Anmerkungen) | Höchstplatzierung, Gesamtwochen, AuszeichnungChartplatzierungen (Jahr, Titel, Platzierungen, Wochen, Auszeichnungen, Anmerkungen) | Anmerkungen                           |
| Jahr | Titel         | FR | BEW | CH | Anmerkungen                           |
| ---- | ------------- | --- | --- | --- | ------------------------------------- |
| 2014 | Alph Lauren   | FR48 (1 Wo.)FR | BEW60 (1 Wo.)BEW | — | Erstveröffentlichung: Januar 2014     |
| 2016 | Alph Lauren 2 | FR20 (3 Wo.)FR | BEW21 (4 Wo.)BEW | — | Erstveröffentlichung: 15. Januar 2016 |
| 2018 | Alph Lauren 3 | FR56 (2 Wo.)FR | BEW57 (3 Wo.)BEW | — | Erstveröffentlichung: 6. April 2018   |

Weitere EPs
- 2019: PPP

### Singles
| Jahr | Titel Album                                   | Höchstplatzierung, Gesamtwochen, AuszeichnungChartplatzierungen (Jahr, Titel, Album, Platzierungen, Wochen, Auszeichnungen, Anmerkungen) | Höchstplatzierung, Gesamtwochen, AuszeichnungChartplatzierungen (Jahr, Titel, Album, Platzierungen, Wochen, Auszeichnungen, Anmerkungen) | Höchstplatzierung, Gesamtwochen, AuszeichnungChartplatzierungen (Jahr, Titel, Album, Platzierungen, Wochen, Auszeichnungen, Anmerkungen) | Anmerkungen                           |
| Jahr | Titel Album                                   | FR | BEW | CH | Anmerkungen                           |
| --- | --------------------------------------------- | --- | --- | --- | ------------------------------------- |
| 2018 | Ça va ensemble Une main lave l’autre          | FR189 (1 Wo.)FR | — | — | Erstveröffentlichung: 29. August 2018 |
| Folgende Lieder erschienen nicht als Single, wurden aber durch das Album zum Download und Streaming bereitgestellt und konnten somit eine Platzierung erlangen: |                                               | | | |                                       |
| |                                               | | | |                                       |
| 2016 | À deux pas Alph Lauren 2                      | FR172 (1 Wo.)FR | — | — | feat. Nekfeu                          |
| 2018 | Le piège Une main lave l’autre                | FR188 (1 Wo.)FR | — | — |                                       |
| 2019 | Pistolet rose 2 PPP                           | FR93 (1 Wo.)FR | — | — |                                       |
| 2020 | Aaa Don Dada Mixtape Vol. 1                   | FR18 Gold · (7 Wo.)FR | — | — | feat. Nekfeu                          |
| 2020 | NY à fond Don Dada Mixtape Vol. 1             | FR25 Gold · (4 Wo.)FR | — | — | feat. Freeze Corleone                 |
| 2020 | Philly Flingo Don Dada Mixtape Vol. 1         | FR30 Platin · (5 Wo.)FR | — | — |                                       |
| 2020 | Soldat tue soldat Don Dada Mixtape Vol. 1     | FR38 Gold · (3 Wo.)FR | — | — | feat. Infinit’ & Kaaris               |
| 2020 | Mitsubishi Don Dada Mixtape Vol. 1            | FR59 Gold · (2 Wo.)FR | — | — |                                       |
| 2020 | 3095 pt2 Don Dada Mixtape Vol. 1              | FR69 Gold · (1 Wo.)FR | — | — | feat. 3010 & Nekfeu                   |
| 2020 | Trapchat Don Dada Mixtape Vol. 1              | FR70 (1 Wo.)FR | — | — | feat. Veust                           |
| 2020 | APDL Don Dada Mixtape Vol. 1                  | FR75 Gold · (1 Wo.)FR | — | — |                                       |
| 2020 | Pistons vs Pacers Don Dada Mixtape Vol. 1     | FR89 (1 Wo.)FR | — | — | feat. Kalash Criminel                 |
| 2020 | Fahrenheit 451 Don Dada Mixtape Vol. 1        | FR104 (1 Wo.)FR | — | — |                                       |
| 2020 | Carrelage italien Don Dada Mixtape Vol. 1     | FR105 (1 Wo.)FR | — | — |                                       |
| 2020 | Dirty Dancing Don Dada Mixtape Vol. 1         | FR107 (1 Wo.)FR | — | — | feat. Dean Burbigo & Infinit’         |
| 2020 | La lune attire la mer Don Dada Mixtape Vol. 1 | FR131 (1 Wo.)FR | — | — |                                       |

Weitere Lieder
- 2018: Stupéfiant et noir (FR: Gold)
- 2018: Cascade (FR: Gold)

### Gastbeiträge
| Jahr | Titel Album                                 | Höchstplatzierung, Gesamtwochen, AuszeichnungChartplatzierungen (Jahr, Titel, Album, Platzierungen, Wochen, Auszeichnungen, Anmerkungen) | Höchstplatzierung, Gesamtwochen, AuszeichnungChartplatzierungen (Jahr, Titel, Album, Platzierungen, Wochen, Auszeichnungen, Anmerkungen) | Höchstplatzierung, Gesamtwochen, AuszeichnungChartplatzierungen (Jahr, Titel, Album, Platzierungen, Wochen, Auszeichnungen, Anmerkungen) | Anmerkungen                                                                |
| Jahr | Titel Album                                 | FR | BEW | CH | Anmerkungen                                                                |
| --- | ------------------------------------------- | --- | --- | --- | -------------------------------------------------------------------------- |
| 2020 | T’as capté Etat d’esprit                    | FR79 (2 Wo.)FR | — | — | Erstveröffentlichung: 10. April 2020 S.Pri Noir feat. Alpha Wann & Sneazzy |
| 2022 | Panorama Memoria                            | FR56 (3 Wo.)FR | — | — | Erstveröffentlichung: 6. Januar 2022 Jazzy Bazz feat. Alpha Wann           |
| 2023 | Ingé son Stratos                            | FR13 (4 Wo.)FR | — | — | Erstveröffentlichung: 25. Januar 2023 Kekra feat. Alpha Wann & La Fève     |
| Folgende Lieder erschienen nicht als Single, wurden aber durch das Album zum Download und Streaming bereitgestellt und konnten somit eine Platzierung erlangen: |                                             | | | |                                                                            |
| |                                             | | | |                                                                            |
| 2016 | Vinyle Cyborg                               | FR145 Gold · (1 Wo.)FR | — | — | Nekfeu feat. Alpha Wann                                                    |
| 2019 | Compte les hommes Les étoiles vagabondes    | FR17 Gold · (7 Wo.)FR | — | — | Nekfeu feat. Alpha Wann                                                    |
| 2020 | Vamonos Trinity                             | FR109 (1 Wo.)FR | — | — | Laylow feat. Alpha Wann                                                    |
| 2020 | Étincelles Nouvo Mode                       | FR48 Gold · (2 Wo.)FR | — | — | Sneazzy feat. Alpha Wann, Nekfeu & S.Pri Noir                              |
| 2020 | Rap catéchisme LMF                          | FR6 Platin · (7 Wo.)FR | — | CH48 (2 Wo.)CH | Freeze Corleone feat. Alpha Wann                                           |
| 2021 | Stuntmen L’étrange histoire de Mr. Anderson | FR26 Gold · (6 Wo.)FR | — | — | Laylow feat. Alpha Wann & Wit.                                             |
| 2022 | Rotation Wesh Enfoiré                       | FR134 (1 Wo.)FR | — | — | Lesram feat. Alpha Wann                                                    |
| 2022 | DonZoo SZR 2001                             | FR32 (2 Wo.)FR | — | — | S-Crew feat. Alpha Wann                                                    |
| 2022 | Formule 1 TVX                               | FR167 (1 Wo.)FR | — | — | Stavo feat. Alpha Wann                                                     |
| 2023 | 50 euros Taulier                            | FR82 (1 Wo.)FR | — | — | Niro feat. Alpha Wann                                                      |

Weitere Gastbeiträge
- 2019: Sur ma vie (Nemir feat. Alpha Wann, FR: Gold)